# Tourniquet
"Tourniquet" je pjesma s albuma Fallen alternativnog rock sastava Evanescence. "Tourniquet" je originalno napisana kao pjesma "My Tourniquet" za kršćansku death metal grupu Soul Embraced u kojoj je gitarist bio bubnjar Evanescencea Rocky Gray. Kada se Gray priključio Evanescenceu, oni su napravili vlastitu verziju pjesme i nazvali ju "Tourniquet". Amy Lee je u intervjuu izjavila da je pjesma o kršćanskom pogledu na samoubojstvo.
U filmu Romeo i Julija u jednoj sceni se jasno čuje rečenica "I want to die!" (prijevod:želim umrijeti) a u "Tourniquet" Amy Lee također vrišteći izgovori tu istu rečenicu što je potvrdila u intervjuu iz 2004.

Osim toga Tourniquet u prijevodu znači čvrsti zavoj, podvez koji sprječava krvarenje. Koriste ga osobe sklone samoozljeđivanju.